# Maiden England '88
Maiden England '88 è il nono album dal vivo del gruppo musicale britannico Iron Maiden, pubblicato il 25 marzo 2013 per la EMI.
Si tratta della riedizione del VHS Maiden England del 1989 e rispetto a quest'ultimo la registrazione risulta migliorata, con aggiunta di audio surround 5.1 (missato da Kevin Shirley), adattamento del colore e miglioramenti all'immagine.

## Descrizione

### Copertina
La copertina di Maiden England '88 è stata rinnovata ed è la stessa utilizzata come immagine pubblicitaria del Maiden England World Tour, raffigurante la mascotte degli Iron Maiden, Eddie the Head, a cavallo in divisa da guerra e con la bandiera del Regno Unito nella mano sinistra.

### Antefatti e pubblicazione
Annunciato il 12 febbraio, il DVD contiene una versione ampliata ed aggiornata del concerto tenuto dal gruppo nel novembre 1988 a Birmingham nel corso del Seventh Tour of a Seventh Tour. I brani aggiunti nel DVD e nel doppio CD rispetto a Maiden England sono Running Free, Run to the Hills e Sanctuary, i quali completano così l'intero concerto. Il produttore Andy Matthews si occupò della rimasterizzazione digitale di ogni fotogramma, effettuando anche la correzione del colore e la classificazione per dare all'immagine un migliore aspetto rispetto all'originale. Oltre alla colonna sonora stereo del VHS originale masterizzata da Martin Birch, produttore della band tra il 1981 e il 1993, il DVD include anche un nuovo mix audio in 5.1 surround masterizzato dall'attuale produttore Kevin Shirley. Il lavoro di rimasterizzazione del video del concerto è stato curato dal bassista Steve Harris.
Il secondo disco del DVD contiene la terza parte della storia degli Iron Maiden (il quale si aggiunge alla prima e alla seconda parte), comprendente interviste recenti con i membri del gruppo e il manager Rod Smallwood, 12 Wasted Years (originariamente pubblicato in VHS nel 1987), il quale include interviste d'archivio e footage dal vivo dagli inizi della band, dal pub Ruskin Arms, il Marquee Club fino ai tre tour mondiali. Infine sono presenti nei contenuti extra cinque videoclip promozionali per i singoli dagli album.

## Tracce

### CD
CD 1
1. Moonchild – 6:23
2. The Evil That Men Do – 4:17
3. The Prisoner – 5:59
4. Still Life – 4:31
5. Die with Your Boots On – 5:18
6. Infinite Dreams – 5:52
7. Killers – 4:56
8. Can I Play with Madness – 3:25
9. Heaven Can Wait – 7:42
10. Wasted Years – 5:05

CD 2
1. The Clairvoyant – 4:29
2. Seventh Son of a Seventh Son – 10:08
3. The Number of the Beast – 4:47
4. Hallowed Be Thy Name – 7:21
5. Iron Maiden – 5:11
6. Run to the Hills – 4:01
7. Running Free – 5:33
8. Sanctuary – 5:24

### DVD
DVD 1
1. Moonchild
2. The Evil That Men Do
3. The Prisoner
4. Still Life
5. Die with Your Boots On
6. Infinite Dreams
7. Killers
8. Can I Play with Madness
9. Heaven Can Wait
10. Wasted Years
11. The Clairvoyant
12. Seventh Son of a Seventh Son
13. The Number of the Beast
14. Hallowed Be Thy Name
15. Iron Maiden
16. Run to the Hills
17. Running Free
18. Sanctuary

DVD 2
1. The History of Iron Maiden Part 3 – 1986-1988 (2012) – 40:00
2. 12 Wasted Years (1987) – 90:00
3. Wasted Years (Promo Video)
4. Stranger in a Strange Land (Promo Video)
5. Can I Play with Madness (Promo Video)
6. The Evil That Men Do (Promo Video)
7. The Clairvoyant (Promo Video)

## Formazione
Gruppo
- Bruce Dickinson – voce
- Dave Murray – chitarra
- Adrian Smith – chitarra, cori
- Steve Harris – basso, cori
- Nicko McBrain – batteria

Altri musicisti
- Michael Kenney – tastiera